# Brian Hyland
Brian Hyland (ur. 12 listopada 1943) – amerykański piosenkarz, urodzony w Nowym Jorku. 
Aktywność artystyczną rozpoczął w latach 60. XX w. Hyland jest przedstawicielem bubblegum rock w erze przed beatlesowej.
Jednym z przebojów Hylanda w latach 60. XX w. był utwór Sealed with a Kiss, który w 1962 r. osiągnął trzecie miejsce zarówno na amerykańskiej i angielskiej liście przebojów. Utwór pozostawał na liście w USA przez jedenaście tygodni. W 1975 r. Sealed with a Kiss został ponownie wydany jako singiel w Wielkiej Brytanii i stał się hitem. Piosenka reaktywowana przez Australijczyka Jasona Donovana w 1989 r. zdobyła pierwsze miejsce w Wielkiej Brytanii.

## Dyskografia - albumy
- 1961 The Bashful Blonde
- 1962 Let Me Belong to You
- 1962 Sealed with a Kiss
- 1963 Country Meets Folk
- 1964 Here's to Our Love
- 1965 Rockin' Folk
- 1966 The Joker Went Wild
- 1967 Tragedy
- 1967  Young Years - reedycja: Here's to Our Love
- 1969 Stay and Love Me All Summer
- 1970 Brian Hyland
- 1977 In a State of Bayou
- 1987 Sealed with a Kiss
- 1994 Greatest Hits
- 2002 Blue Christmas
- 2007 Basic Lady
- 2009 Triple Threat Vol. 1
- 2010 Triple Threat Vol. 2
- 2010 Another Blue Christmas
- 2011 Triple Threat Vol. 3